# Anita Protti
Anita Protti (* 4. August 1964 in Lausanne) ist eine ehemalige Schweizer Leichtathletin. Sie war spezialisiert auf den 400-Meter-Hürdenlauf.
Nachdem sie 1990 und 1991 in die Weltspitze vorgedrungen war, hatte sie die folgenden zwei Jahre mit Problemen an der Achillesferse zu kämpfen und konnte danach nicht mehr an ihre früheren Erfolge anknüpfen.
Protti ist 1,70 m gross und hatte ein Wettkampfgewicht von 61 kg. Sie ist von Beruf Sekretärin und organisiert Sportferien.

## Erfolge
- 1989: Bronzemedaille Halleneuropameisterschaften
- 1990: Silbermedaille Europameisterschaften, Split
- 1990: Sieg an Weltklasse Zürich
- 1991: 6. Rang Weltmeisterschaften, Tokio; Bronzemedaille Hallenweltmeisterschaften

## Persönliche Bestleistungen
- 400-Meter-Hürdenlauf: 54,25 s, 29. August 1991 in Tokio, (bis 4. Oktober 2019 Schweizer Rekord)
- 400-Meter-Lauf: 51,32 s, 19. September 1990 in Lausanne, (bis 2. Juli 2017 Schweizer Rekord)
- 800-Meter-Lauf: 1:59,98 min, 12. August 1990 in Langenthal